# Erythras (Sohn des Leukon)
Erythras (altgriechisch Ἐρύθρας Erýthras) ist eine Figur der griechischen Mythologie.
Er ist ein Sohn des Leukon und Enkel des Athamas. Laut Pausanias soll er einer der Männer gewesen sein, die um die Hand der Hippodameia anhielten und getötet wurden, nachdem sie gegen deren Vater Oinomaos im Wagenrennen verloren hatten.
Nach Erythras soll die Stadt Erythrai in Böotien benannt sein.